# Armañanzas
Armañanzas és un municipi de Navarra, a la comarca d'Estella Occidental, dins la merindad d'Estella. Limita al nord amb Desojo i Espronceda, a l'oest amb Bargota, a l'est i sud amb Sansol, El Busto i Torres del Río.

## Demografia
| Evolució demogràfica                                  | Evolució demogràfica | Evolució demogràfica | Evolució demogràfica | Evolució demogràfica | Evolució demogràfica | Evolució demogràfica | Evolució demogràfica | Evolució demogràfica | Evolució demogràfica | Evolució demogràfica |
| 1996                                                  | 1998                 | 1999                 | 2000                 | 2001                 | 2002                 | 2003                 | 2004                 | 2005                 | 2006                 | 2007                 |
| ----------------------------------------------------- | -------------------- | -------------------- | -------------------- | -------------------- | -------------------- | -------------------- | -------------------- | -------------------- | -------------------- | -------------------- |
| 100                                                   | 97                   | 94                   | 91                   | 88                   | 86                   | 85                   | 81                   | 78                   | 74                   | 66                   |
| Fonts: Armañanzas i Institut d'Estadística de Navarra |                      |                      |                      |                      |                      |                      |                      |                      |                      |                      |